# Marija Vargaj
Marija Vargaj je hrvatska književnica iz Mađarske. Piše pjesme.
U pjesmama joj prevladava liričnost.

## Djela
- Plime i oseke, 1992.

Pjesme su joj ušle u nekoliko antologija:
- antologiju južnoslavenskih pjesnika U kolo u izdanju Demokratskog saveza Južnih Slavena u Mađarskoj iz 1969.[1]
- antologiju hrvatske poezije u Mađarskoj 1945. – 2000. urednika Stjepana Blažetina Rasuto biserje
- antologiju Hrvatska uskrsna lirika: od Kranjčevića do danas prireditelja Božidara Petrača

## Vanjske poveznice
- Hrvatski glasnik br.43/2005.  Arhivirana inačica izvorne stranice od 6. lipnja 2007. (Wayback Machine) Županijsko natjecanje u kazivanju stihova